# Hématoxyline
L'hématoxyline, noir de campêche ou noir naturel 1 (C.I. 75290) est un composé organique de formule C16H14O6. C'est un colorant noir, extrait du duramen du campêche (Haematoxylum campechianum),. Il est notamment utilisé en histologie, comme encre,,, et comme teinture dans l'industrie du textile et du cuir ,. En histologie, la coloration à l'hématoxyline  est souvent suivie par une à l'éosine,, (contre-coloration), ce procédé étant appelé « coloration HE », une des associations de colorants les plus utilisées dans le domaine,,,,. L'hématoxyline est aussi un des composants de la coloration de Papanicolaou (coloration PAP) très utilisée en cytologie,.
Bien que le colorant soit couramment appelé « hématoxyline », le colorant actif est en réalité sa forme oxydée, l'hématéine, qui forme des complexes très colorés avec certains ions métalliques (notamment les sels de Fe(III) et d'Al(III)),,,,. Dans sa forme pure, l'hématoxyline est un solide cristallin incolore,, mais les échantillons commerciaux présentent en général une teinte marron foncé du fait d'impuretés,.

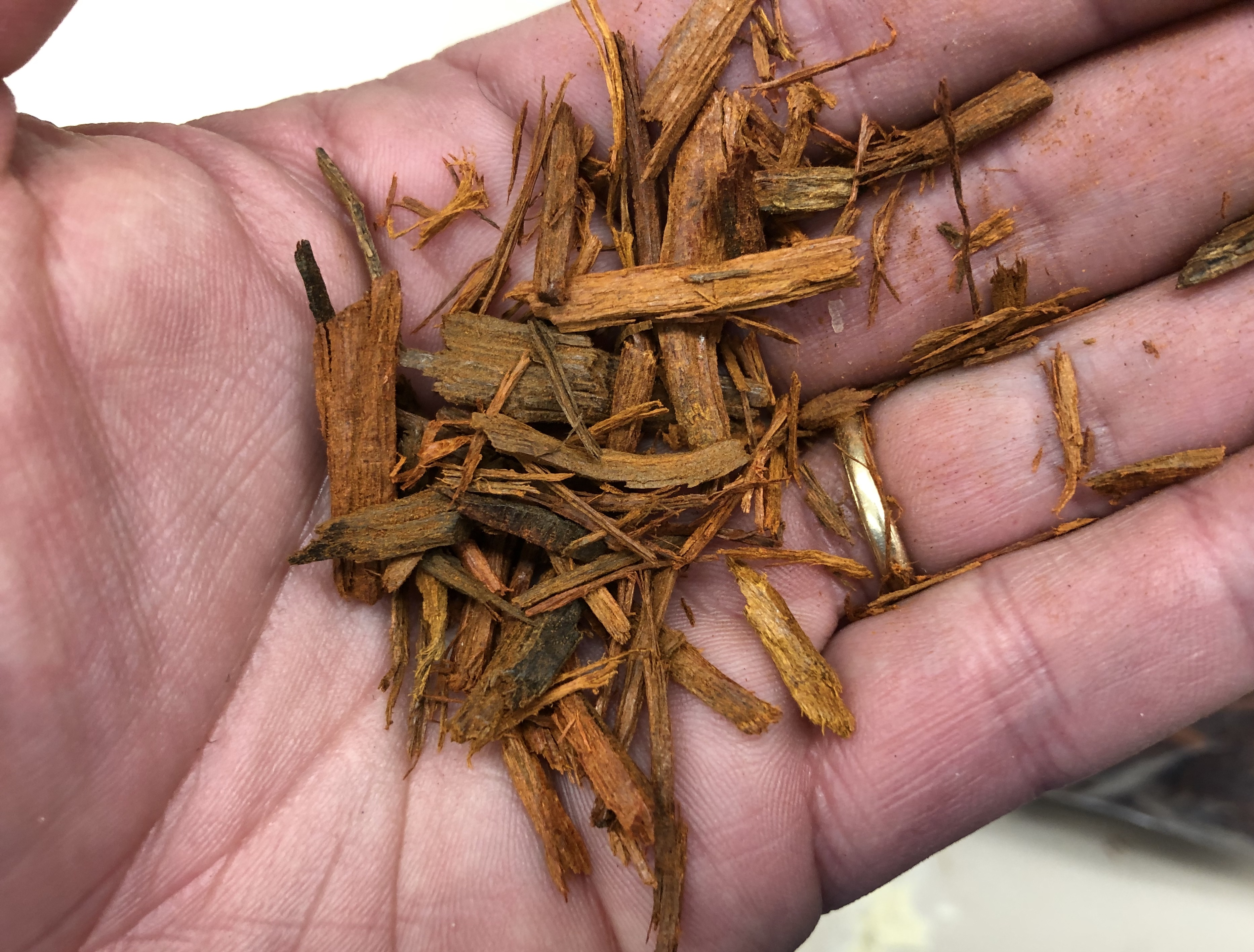
Copeaux de duramen de campêche (Haematoxylum campechianum)
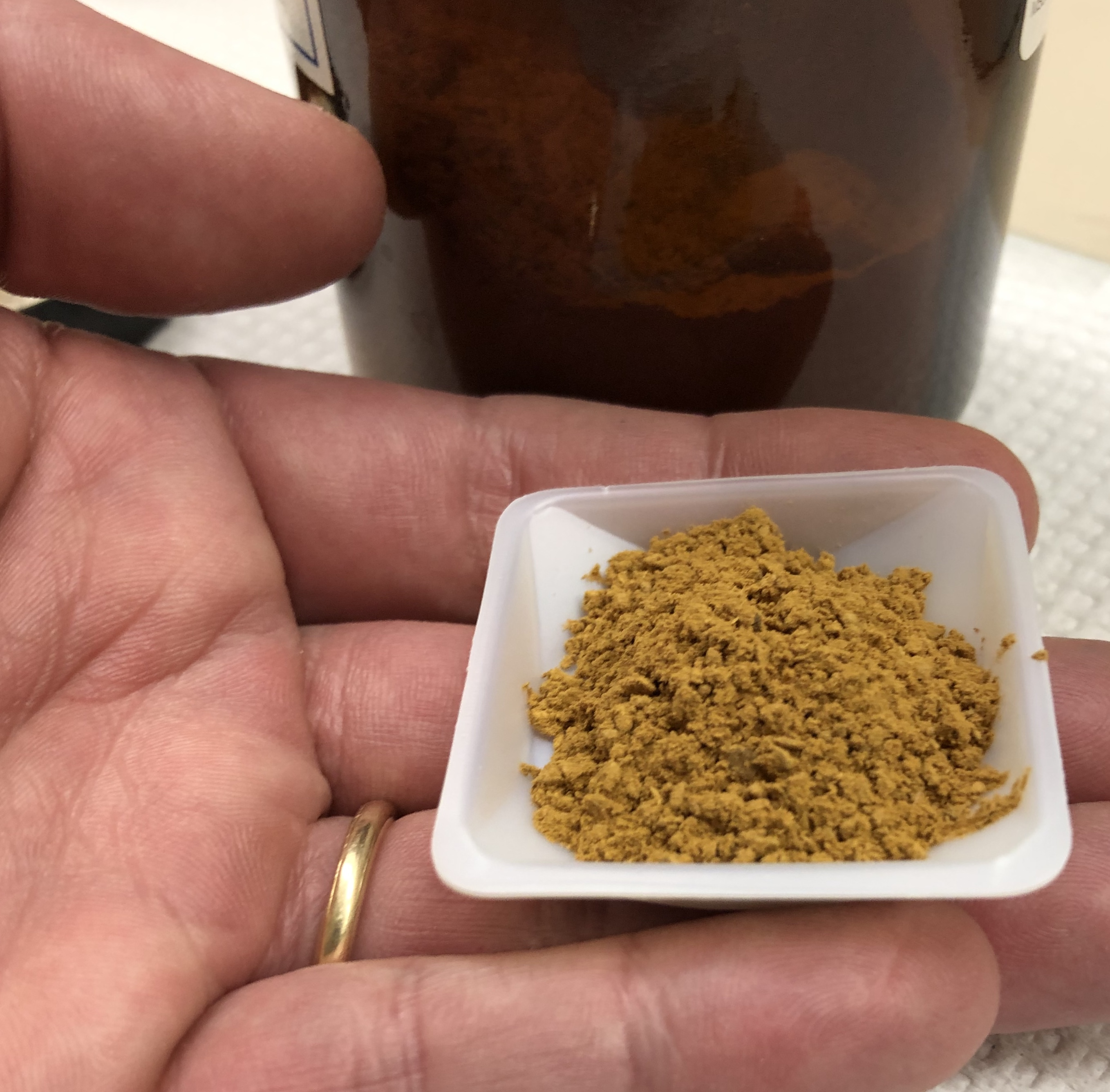
Poudre d'hématoxyline

## Extraction et purification
Si l'hématoxyline a été synthétisée,, elle ne l'a jamais été en quantités commerciales,, et la totalité de l'hématoxyline présente dans le commerce est extraite du bois de campêche. Historiquement, le bois – originaire du Mexique – était exporté en Europe où était ensuite extraite l'hématoxyline, mais de nos jours cette extraction est effectuée plus proche du site de production. Il existe deux procédés d'extraction de l'hématoxyline à l'échelle industrielle : le « procédé français » où l'on fait bouillir dans l'eau des copeaux de bois, et le « procédé américain » où le bois est soumis à la pression de vapeur d'eau,. Une fois extrait, le colorant peut être vendu sous forme de liquide concentré, ou séché, et vendu sous forme cristalline. Les méthodes de production modernes utilisent comme solvant l'eau, l'éther, ou l'éthanol, les extraits pouvant ensuite être raffinés plus en avant selon le niveau de pureté désiré.
Les échantillons commerciaux peuvent varier en fonctions de lots ou des sites de production, aussi bien au niveau du taux d'impuretés qu'au ratio hématoxyline/hématéine (forme oxydée de l'hématoxyline),,. C'est notamment un problème en histologie, car ces variations peuvent affecter la coloration et fausser les observations, un sujet d'inquiétude pour les histologiste et les pathologistes,,. Comme pour d'autres colorants, certains lots d'hématoxyline peuvent être certifiés par la Biological Stain Commission (en), ce qui signifie que le lot particulier a passé avec succès un test standardisé, mais ne dit rien quant à sa pureté.

## Utilisations

### Histologie

Peau de souris colorée avec de l'hématoxyline (violet) et de l'éosine (rose).

L'hématoxyline peut servir seule de colorant histologique. Elle est principalement utilisée pour la coloration des noyaux de cellule, mais elle colore également le réticulum endoplasmique rugueux, les ribosomes, le collagène, la myéline, les fibres élastiques et les mucines acides. L'hématoxyline seule n'est pas un colorant efficace, mais oxydée en hématéine et combinée avec un mordant, elle peut colorer la chromatine d'un noyau d'une teinte allant du bleu foncé au noir,,,. La couleur et la spécificité de la coloration à l'hématoxyline dépendent sa nature chimique, sa quantité, le mordant utilisé, et le pH de la solution colorante ; ainsi, plusieurs formulations à base d'hématoxyline ont été développées,,.
L'hématoxyline est également très souvent associée avec un ou plusieurs autres colorants. L'une des associations les plus utilisées en histologie est celle avec l'éosine,,, on parle alors de coloration HE,,,. L'hématoxyline est également, avec l'éosine et l'orange G, un composant  de la coloration de Papanicolaou (coloration PAP) très utilisée en cytologie, notamment pour le test PAP de dépistage du cancer du col utérin,. On peut également citer la coloration HPS (en) (hématoxyline/phloxine/safran), la coloration HES (hématoxyline/éosine/safran), la coloration de van Gieson (en) (hématoxyline/fuchsine acide/acide picrique), la coloration de Goldner (hématoxyline/fuchsine acide/RAL 6027), la coloration de Ladewig (orange G/bleu de méthylène/fuchsine acide/hématoxyline) et la coloration PAS (hématoxyline/acide periodique/réactif de Schiff)

#### Formulations de colorants

Oxydation de l'hématoxyline en hématéine, la forme active pour la coloration.

Les formulations de colorants à l'hématoxyline peuvent être classés selon la méthode d'oxydation de l'hématoxyline et le choix du mordant. L'hématoxyline peut être oxydée de façon naturelle, par exposition à l'air et la lumière, ou de façon plus courante par des solutions oxydantes, par exemple par de l'iodate de sodium,,. En général, on ajoute assez d'oxydant pour ne convertir que la moitié de l'hématoxyline en hématéine, en laissant le reste s'oxyder naturellement avec le temps. C'est une façon d'allonger la durée de vie de la préparation, car l'hématéine ainsi produite à retard remplace en partie au moins l'hématéine qui s'oxyde elle aussi naturellement au cours du temps en oxyhematéine,,. Parmi les sels métalliques utilisés comme mordants, ceux à l'aluminium sont les plus courants ; sont également utilisés des sels de fer, de tungstène, de molybdène ou de plomb.
Selon la formulation, le colorant peut être utilisé de deux façons : de façon « progressive » où l'on contrôle la quantité de colorant utilisée par la durée de contact entre le tissu et la solution, ou de façon « régressive », où l'on sur-colore l'échantillon, et l'excès de colorant est alors supprimé dans une seconde étape,,. Pour retirer cet excès de colorant (étape parfois appelée « différentiation »), on utilise en général une solution diluée d'éthanol et d'acide chlorhydrique,,.
| Nom                                                  | Référence             | Mordant                        | Méthode d'oxydation   | Utilisation                                                                                        |
| ---------------------------------------------------- | --------------------- | ------------------------------ | --------------------- | -------------------------------------------------------------------------------------------------- |
| Hématoxyline d'Ehrlich                               | Ehrlich, 1886         | alun de potassium              | naturelle             | coloration de noyau H&E                                                                            |
| Hématoxyline de Delafield                            | Prudden, 1855         | alun d'ammonium                | naturelle             | coloration de noyau H&E                                                                            |
| Hématoxyline de Mayer                                | Mayer, 1903           | alun de potassium ou d'ammonim | iodate de sodium      | coloration de noyau H&E                                                                            |
| Hématoxyline de Harris                               | Harris, 1900          | alun de potassium              | oxyde mercurique      | coloration de noyau H&E, aussi utilisée dans les versions classiques de coloration de Papanicolaou |
| Hématoxyline de Cole                                 | Cole, 1943            | alun de potassium              | iode                  | coloration de noyau H&E                                                                            |
| Hématoxyline de Carazzi                              | Carazzi, 1911         | alun de potassium              | iodate de potassium   | coloration de noyau H&E, services de biopsies urgentes                                             |
| Hématoxyline de Weigert                              | Weigert, 1904         | chlorure ferrique              | naturelle             | coloration de noyau H&E, résistante aux acides                                                     |
| Hématoxyline de Verhoeff                             | Verhoeff, 1908        | chlorure ferrique              | iode                  | fibres élastiques, myéline                                                                         |
| Hématoxyline acide phosphotungstique (en) de Mallory | Mallory, 1897         | acide phosphotungstique        | naturelle or chimique | fibrine, muscle strié squelettique                                                                 |
| Hématoxyline de Gill (I, II et III)                  | Culling et al. 1985 , | sulfate d'aluminium            | iodate de sodium      | coloration de noyau H&E                                                                            |

#### Utilisation précoce comme colorant histologique
En 1758, Georg Christian Reichel utilise l'hématoxyline, sans mordant, pour colorer des tissus végétaux,,. John Thomas Quekett, dans un livre de 1852, suggère d'utiliser le « campêche » (l'hématoxyline) pour colorer les matériaux translucides afin de les examiner sous un microscope,. En 1863, Wilhelm von Waldeyer-Hartz utilise l'hématoxyline sur des tissus animaux, sans mordant (avec un succès limité) et est parfois crédité comme le pionnier en la matière,,,, un fait qui n'est toutefois pas universellement accepté,. Franz Böhmer en 1865 a publié une formulation d'hématoxyline utilisant comme mordant de l'alun,,,,, et en 1891, Paul Mayer a publié une formulation utilisant un oxydant chimique pour convertir l'hématoxyline en hématéine,,. L'utilisation d'hématoxyline avec l'éosine comme contre-coloration fut suggérée pour la première fois par A. Wissowzky en 1876,. Au début des années 1900, l'hématoxyline était devenue un colorant courant en histologie.

#### Pénuries et alternatives
Durant les deux guerres mondiales, la fin des années 1920, le début des années 1970 (été 1973) et en 2008, le monde a connu des pénuries d'hématoxyline du fait de l'interruption de son extraction du bois. Ces pénuries ont incité à chercher des solutions de rechange concernant son usage comme colorant de noyau,. Plusieurs colorants synthétiques ont été proposés comme solution de rechange, notamment le bleu célestin (CI 51050), la gallocyanine (CI 51030),, la galléine (CI 45445) et l'ériochrome cyanine R (CI 43820), (aussi appelée chromoxane cyanine R et solochrome cyanine). Tous les quatre utilisent le Fe(III) comme mordant. Une autre solution est le complexe d'aluminium de la braziline oxydée, qui ne diffère de l'hématoxyline que par un groupe hydroxyle en moins. Un des obstacles majeurs au développement de ces substituts vient de la réticence des histologistes et pathologistes à abandonner la coloration HE, un outil fiable qu'ils ont passé des années à étudier, à manipuler, et à utiliser pour établir des diagnostics médicaux. Un des impératifs pour le développement de tels substituts devient donc de ne pas perturber ce fonctionnement. À ce jour, aucune des solutions de rechange proposées n'a été adoptée de façon large,.

### Industrie textile
L'hématoxyline fut d'abord utilisée comme teinture par les Mayas et les Aztèques en Amérique centrale, d'où le campêche est originaire,. Elle est introduite en premier en Europe par les espagnols, et est rapidement adoptée,. L'hématoxyline servait à teindre divers textiles en noir, bleu ou violet et est resté une teinture industrielle d'importance avant que de alternatives synthétiques ne soient développées. Utilisée comme teinture bleue (avec de l'alun comme mordant), les résultats ne furent dans un premier temps pas aussi solides qu'avec l'indigo,. En réaction à cette infériorité perçue des teintures à l'hématoxyline, son usage comme teinture à textile fut interdit en Angleterre de 1581 à 1662,. Après l'introduction de teintures noires synthétiques à la fin du XIXe siècle, elle fut progressivement remplacée, à commencer pour les textiles en coton. C'est notamment le noir d'aniline qui lui fera la plus grande concurrence. L'hématoxyline resta une teinture noire importante (avec du sulfate de fer(II) ou du chrome comme mordant) pour la laine, jusque dans les années 1920, où des teintures synthétiques compatibles devinrent disponibles (diamond black PV et solochrome black PVS). De nos jours, l'hématoxyline est toujours utilisée pour teindre la soie, le cuir et les sutures.

### Encre
L'hématoxyline a été utilisée comme composant principal de certaines encres, mais la période de première utilisation est incertaine. De l'hématoxyline fut aussi ajoutée aux encres métallo-galliques, qui prennent un certain temps avant de noircir une fois appliquée sur du papier,. Dans ce cas, l'hématoxyline produit l'aspect noir initial, avant que l'encre ne prenne sa couleur finale,. William Lewis est crédité pour la première utilisation de l'hématoxyline comme additif à une encre métallo-gallique en 1763. En 1848, Friedlieb Ferdinand Runge produit une encre à l'hématoxyline non-acide, utilisant du chromate de potassium comme mordant, ce qui avait l'avanatge de ne pas corroder les plumes en acier. On sait que Van Gogh a utilisé de l'encre à l'hématoxyline avec un mordant au chrome chrome pour nombre de ses dessins et lettres,,.